# 妄想はアイである。
『妄想はアイである。』（もうそうはアイである）は、妄想はアイである。製作委員会による、メディアミックス作品である。略称はアイある。2018年10月2日、運営団体変更に伴い活動を休止した。

## キャラクター
私立あづま女子高等学校

### 第1学年
有村さとみ
声 - 成瀬えみ
山下景衣
声 - 神木祐希
石原萌
声 - 涼本めぐみ
アネット・ベル
声 - 深崎結菜
加藤えり菜
声 - 高町咲衣
紬原風花
声 - 増田みなみ
工藤玲奈
声 - 冷水優果
馬場愛莉
声 - 鈴木千菜実

### 第2学年
乃木さやか
声 - 宮﨑唯
関根瑞紀
声 - 木村えり
中川秋世
声 - シイナ
倉持右京
声 - 廣田彩華
倉持左京
声 - 直まどか
遠藤結
声 - 夏鈴

### 第3学年
近藤真琴
声 -西山朱美
五十嵐楓
声 - 相沢実奈
村上悠里
声 - 那月アイリ
高橋いおり
声 - 白沢はる
真宮寺茜
声 - 長尾真奈美
東山詩乃
声 - 臼井晴菜
柏木美緒
声 - 合田明日佳
小鳥遊まり
声 - 小日向まひろ

## スタッフ
- 企画：アバンジエンターテインメント
- 総合プロデューサー：向井輝
- プロデューサー：増田智則・藤橋遼・松岡浩治
- キャラクターデザイン：SHIGERU
- スチール：湯澤祐紀
- 振付・ダンス指導：bable[2]
- 演技指導:公条俊晴

## ラジオ
『あづま女子高校妄想部!』のタイトルで、2017年10月11日よりラヂオつくば、SimulRadioにて毎週水曜日に放送されていた。2017年10月14日よりFRESH!にてアーカイブ配信されていた。パーソナリティは、妄想はアイである。の各キャラクターを演じるキャスト陣が担当していた。

## イベント
- 2017年11月29日 - 妄想はアイである。お披露目イベント（渋谷aube）[4]
- 2017年12月3日 - 妄想はアイである。スペシャルイベント（四谷天窓）[5]
- 2018年5月27日 - 妄想はアイである。ドラマCDリリースイベント（エンタバアキバ by WonderGOO / SHINSEIDO）[6]

## ドラマCD
- 「妄想はアイである。ドラマ1」 AECA-1003 - 2018年5月27日発売。

## エピソード
SHOWROOMのイベントにてラジオNIKKEI第2にて放送されている『SHOWROOM Presents「楠田亜衣奈のIt's SHOWTIME」』への出演権を獲得し、第1回放送の番組内CMに出演した。